# Olympische Jugend-Sommerspiele 2010/Teilnehmer (Jemen)
| Gelbes Symbol für Goldmedaillen mit stilisierten Olympischen Ringen | Graues Symbol für Silbermedaillen mit stilisierten Olympischen Ringen | Braundes Symbol für Bronzemedaillen mit stilisierten Olympischen Ringen |
| ------------------------------------------------------------------- | --------------------------------------------------------------------- | ----------------------------------------------------------------------- |
| —                                                                   | —                                                                     | —                                                                       |

Die Jugend-Olympiamannschaft aus Jemen für die I. Olympischen Jugend-Sommerspiele vom 14. bis 26. August 2010 in Singapur bestand aus fünf Athleten.

## Athleten nach Sportarten

### Judo
Jungen
- Abdulrahman Anter
Klasse bis 55 kg: 9. Platz
Mixed: 5. Platz (im Team Osaka)

### Leichtathletik
| Mädchen - Belqes Sharaf Addin 1000 m: 29. Platz | Jungen - Mohammed Al-Omaisi 400 m Hürden: 14. Platz - Waleed Elayah 2000 m Hindernis: 6. Platz |

### Schwimmen
Jungen
- Ammar Ghanim
50 m Rücken: 15. Platz
100 m Rücken: DNS